# Rašeliniště Krakulice
Rašeliniště Krakulice, polsky Torfowisko Krakulice, Torfowisko Wielkie Bagna, użytek ekologiczny Krakulice nebo rezerwat przyrody Krakulice, se rozkládá mezi vesnicemi Krakulice, Gać a Żarnowska, jezerem Łebsko a řekou Łeba. Administrativně se nachází větší částí ve gmině Główczyce v okrese Słupsk a menší částí ve gmině Wicko v Pomořském vojvodství v severním Polsku. Je součásti Slovinského národního parku. Místo je celoročně volně přístupné.

## Další informace
Z pohledu ochrany přírody je nejvýznamnější rašeliniště Wielkie Bagna. V oblasti byla a je významná těžba rašeliny, kterou provádí firma HOLAS. Nachází se zde také malá úzkorozchodná železniční dráha sloužící k přepravě rašeliny až do obce Krakulice.

## Galerie

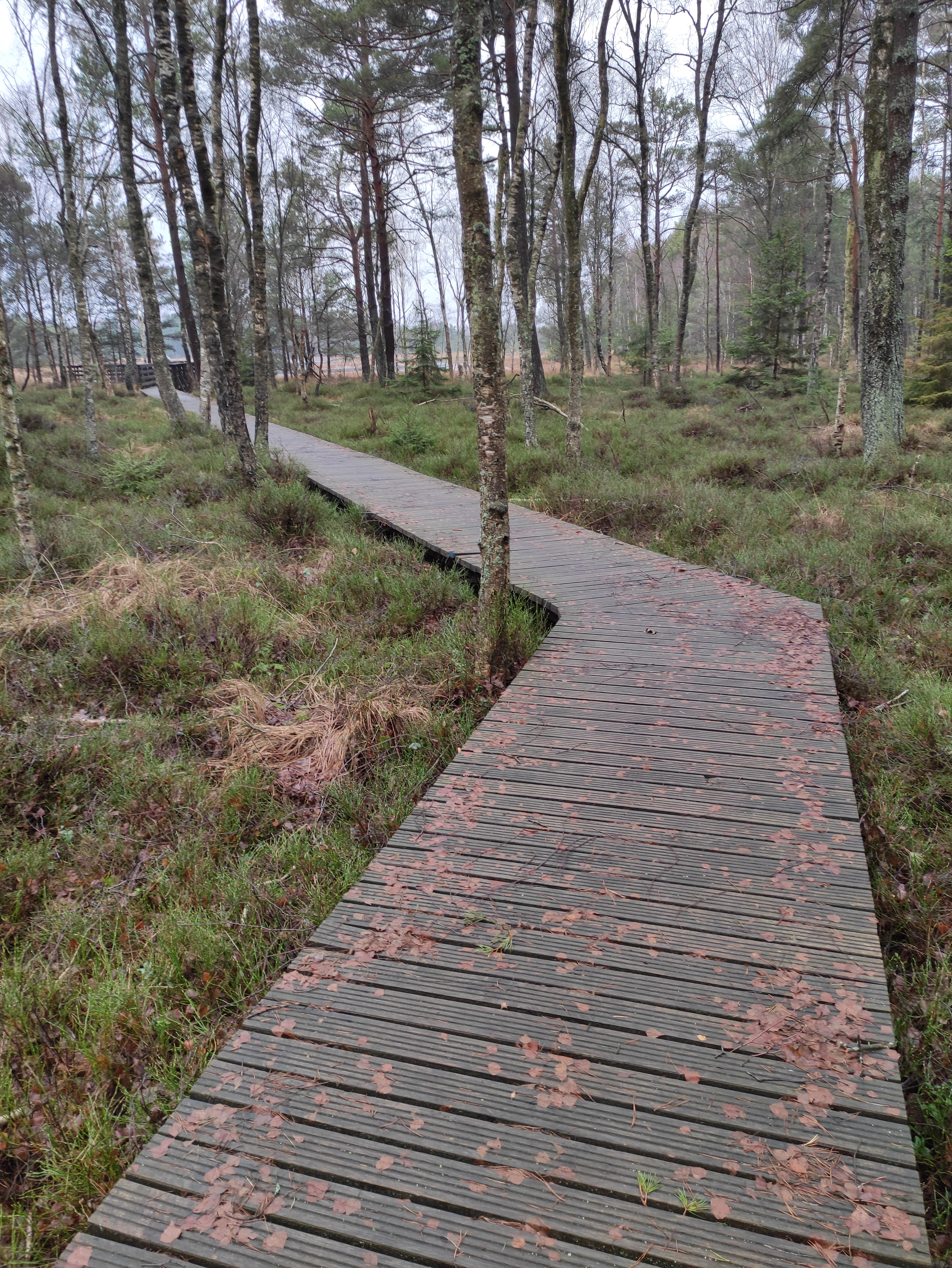
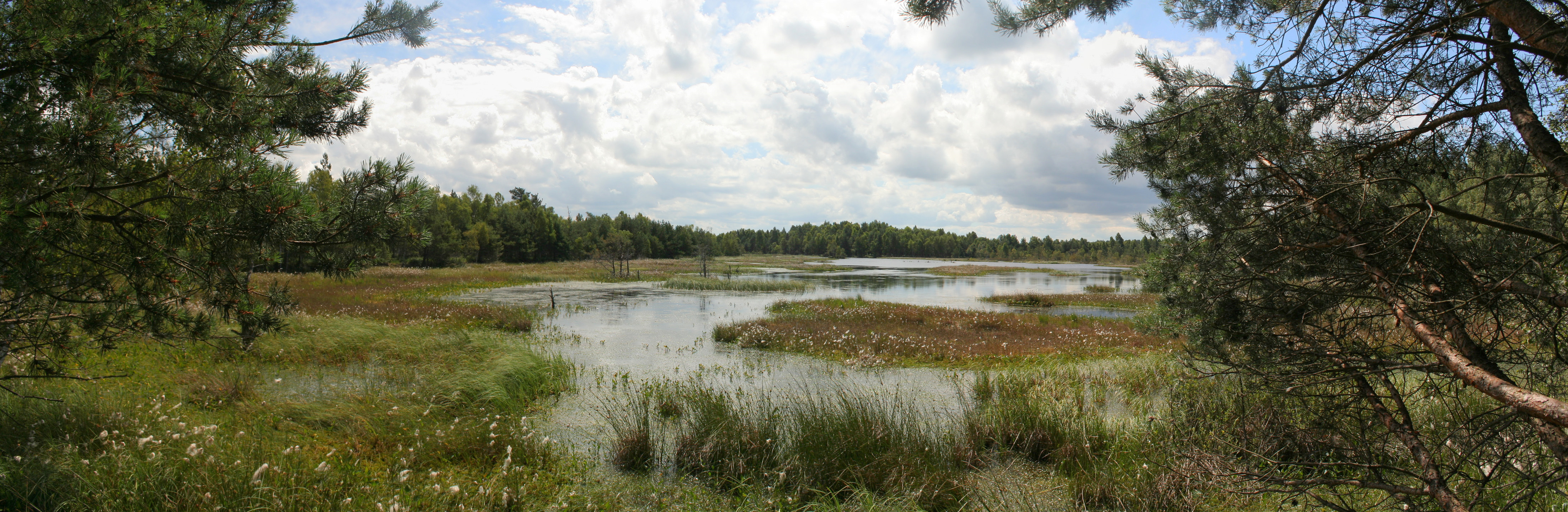
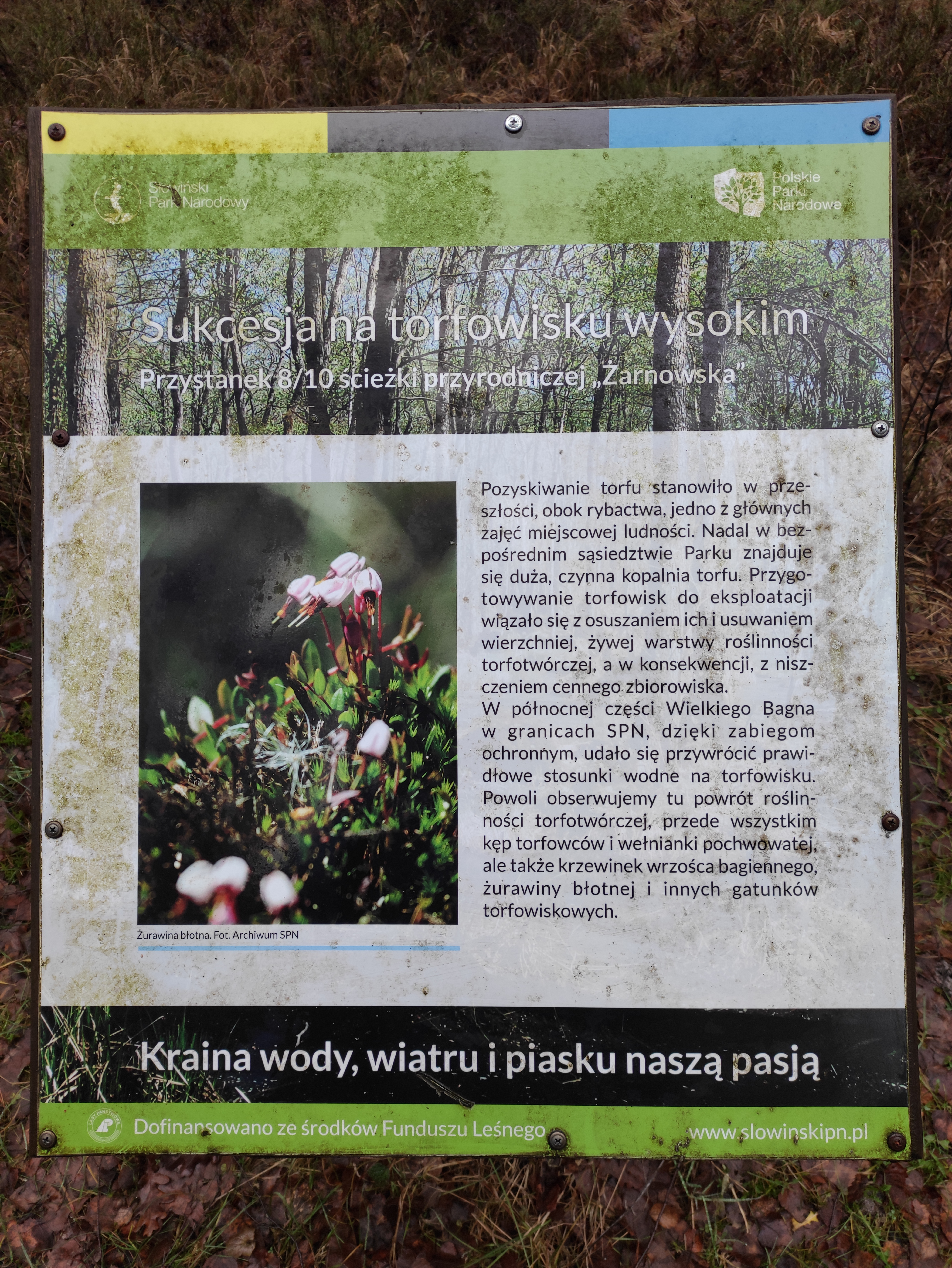
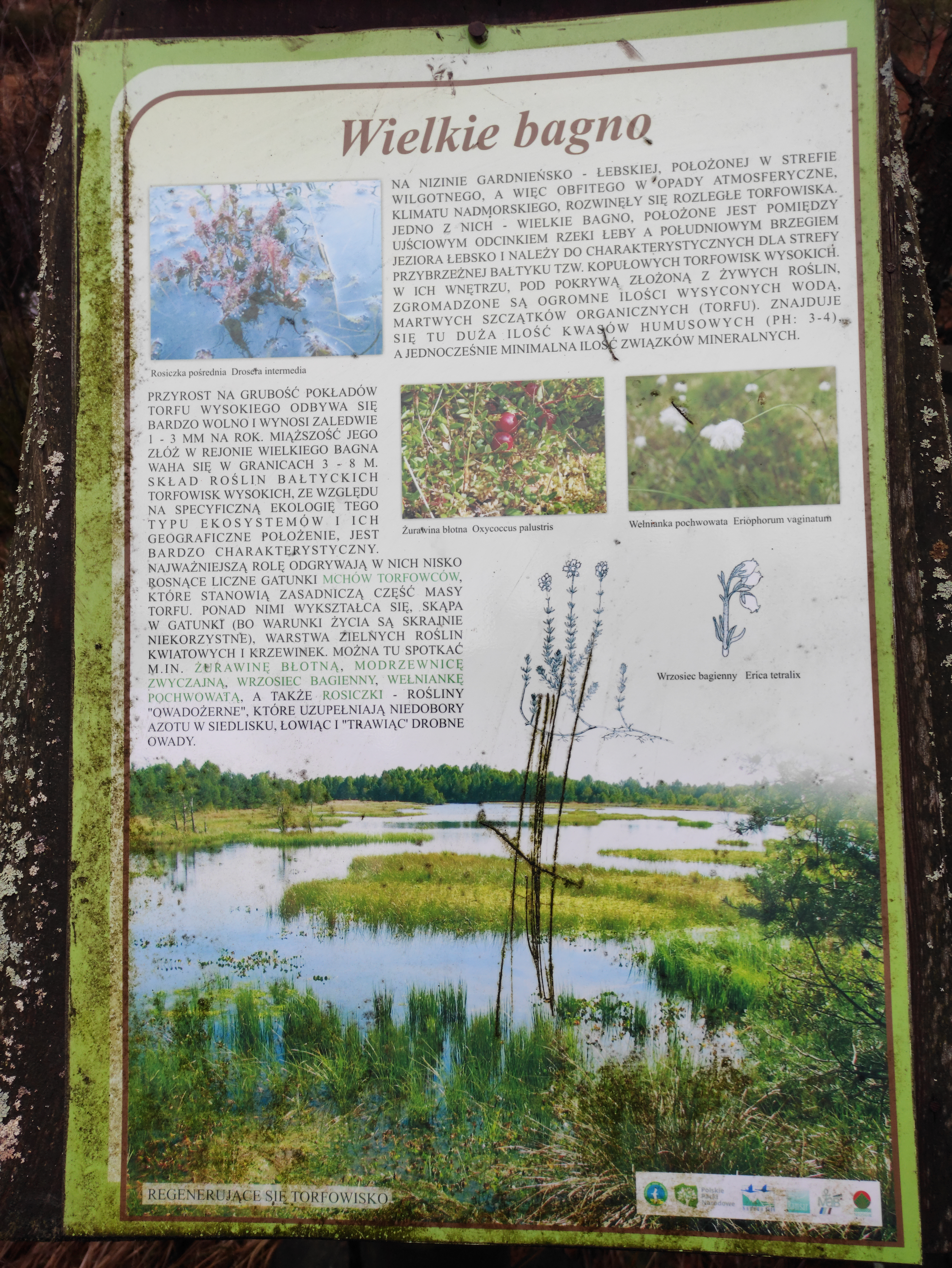
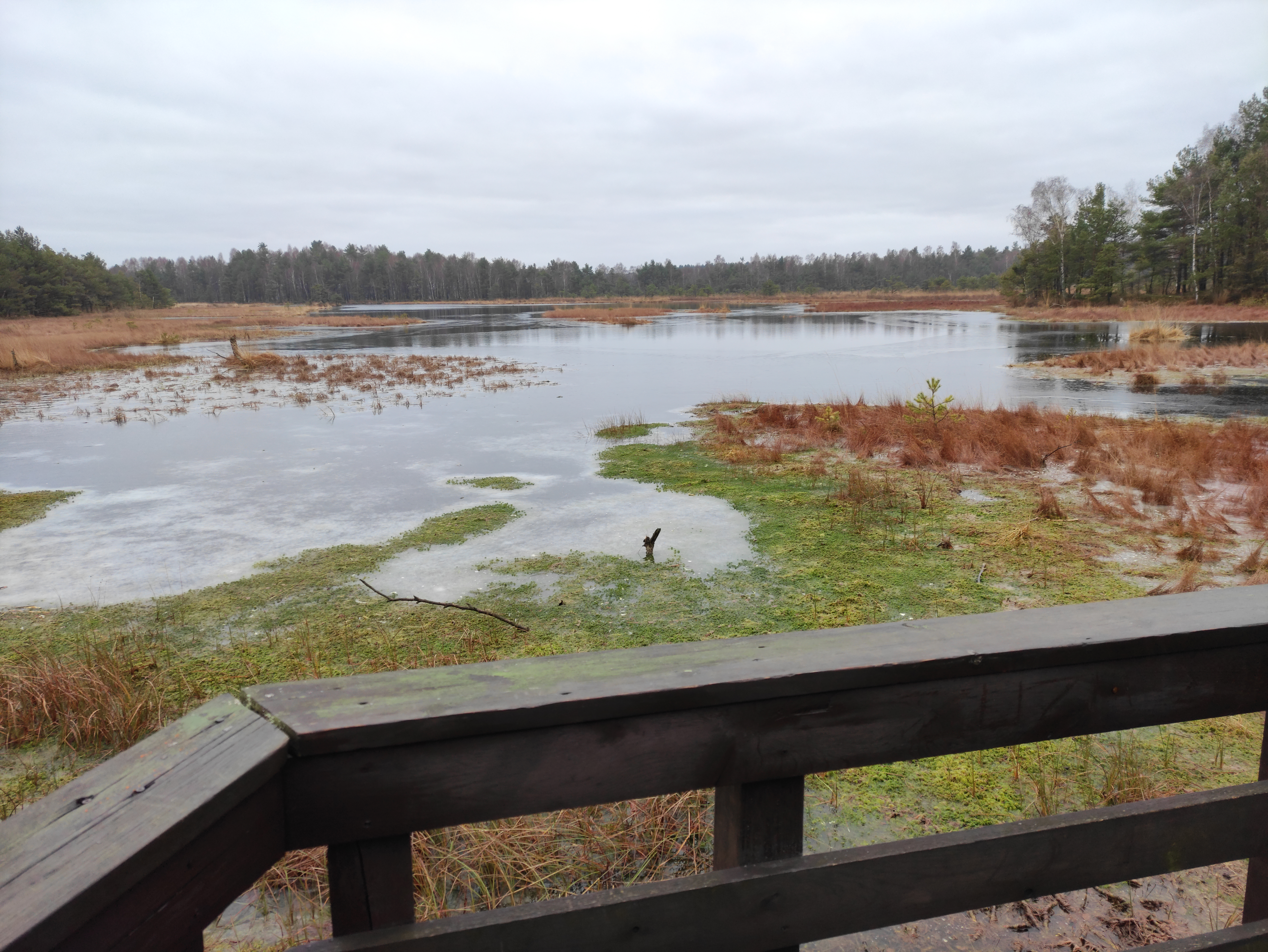
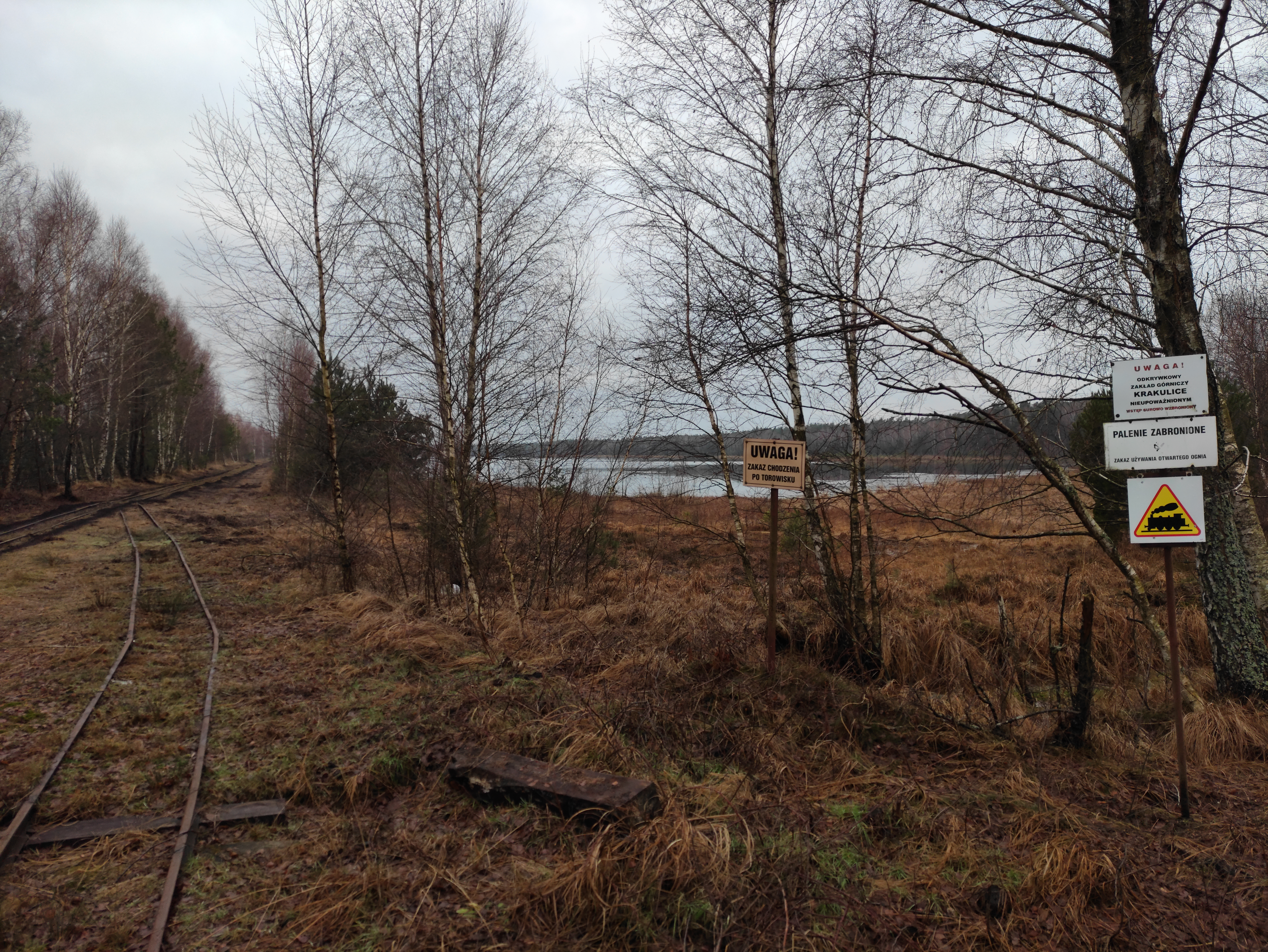
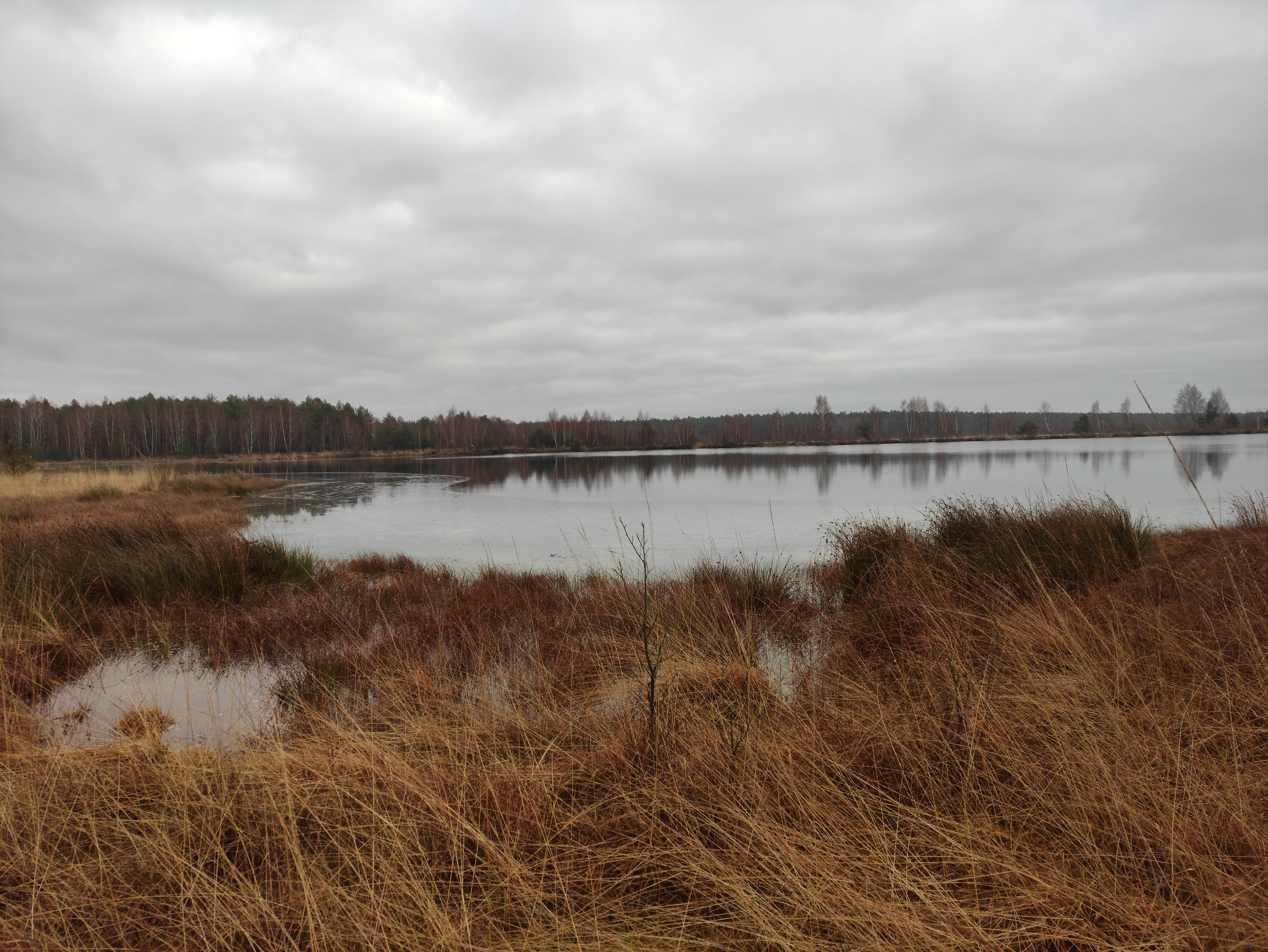
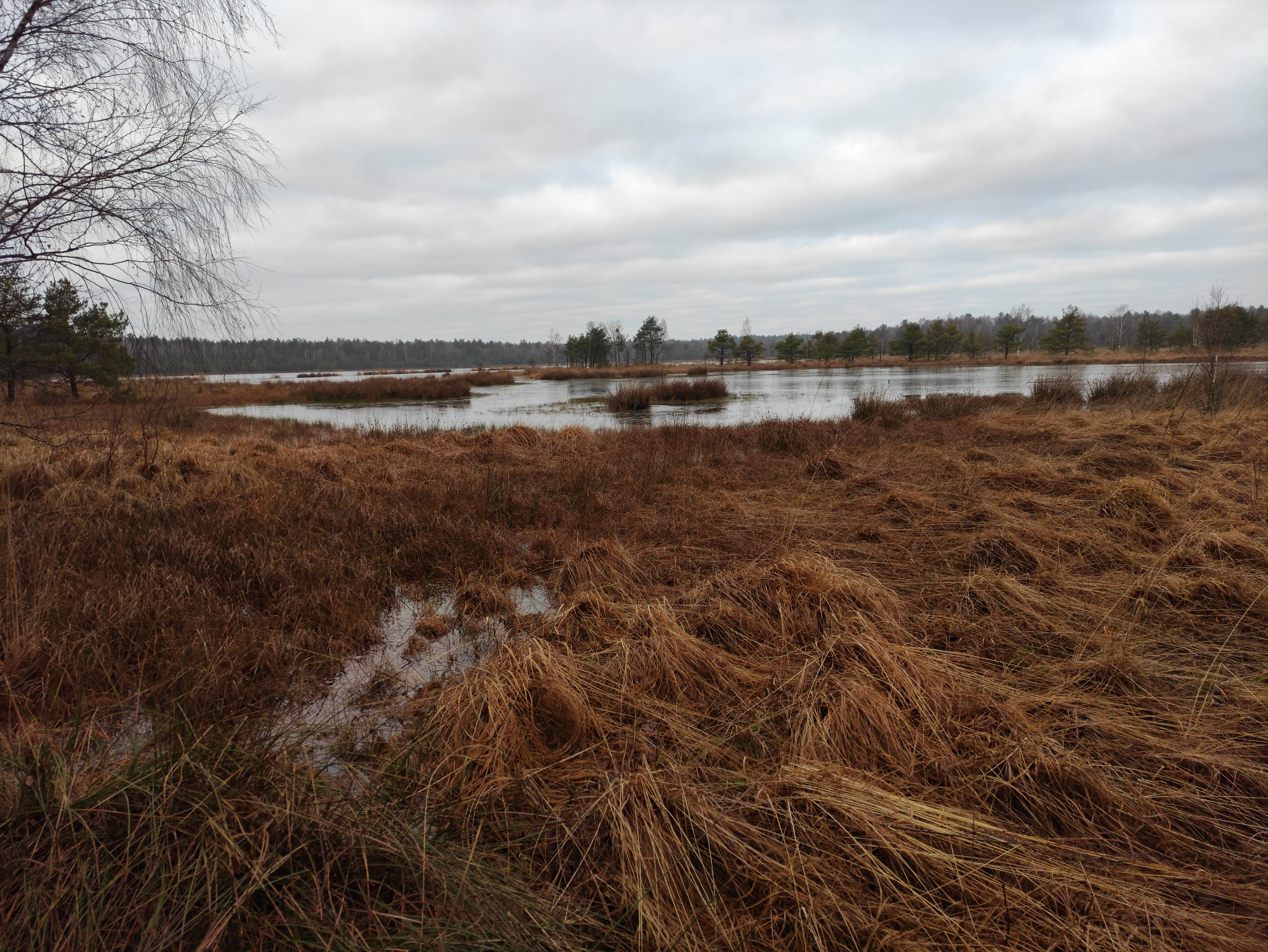
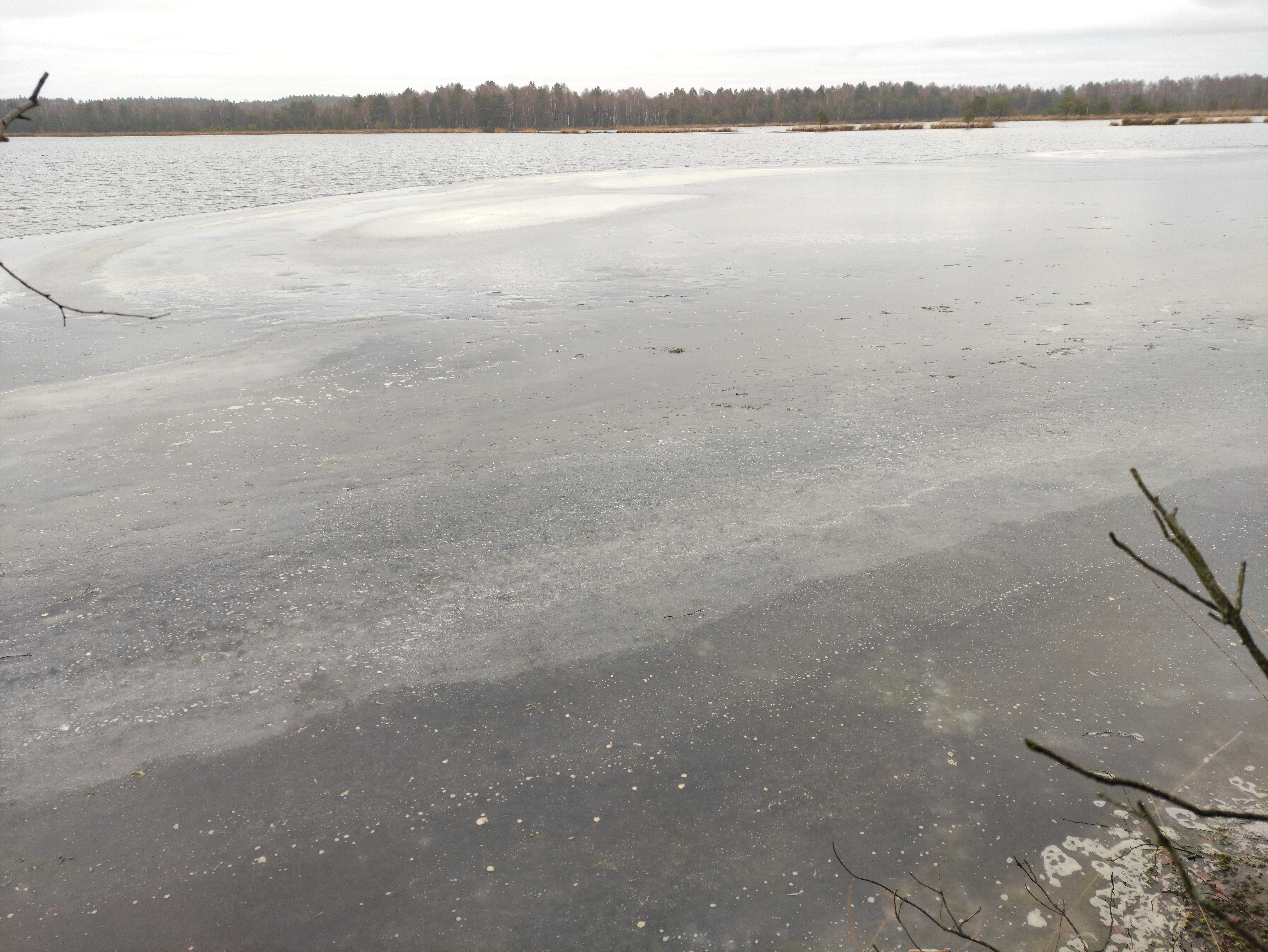